# Abrus
Abrus este un gen din familia leguminoase la care atât semințele cât și tulpina și rădăcina conțin o otravă foarte puternică. Se cunosc 6 specii în regiunile tropicale, tufe agățătoare, înalte până la trei metri, frunze penate, opuse. În locul frunzei terminale are un ghimpe. Flori mici, albe, roz sau roșii, în ciorchine. Fruct, păstaie scurtă.

## Specii
- Abrus aureus (Madagascar)
- Abrus baladensis ( Somalia).
- Abrus bottae (Arabia Saudită) și (Yemen).
- Abrus canescens (Africa).
- Abrus diversifoliatus (Madagascar)
- Abrus fruticulosus (India)
- Abrus gawenensis (Somalia)
- Abrus laevigatus (Africa de Sud)
- Abrus longibracteatus (Laos și Vietnam)
- Abrus madagascariensis (Madagascar)
- Abrus parvifolius( Madagascar)
- Abrus precatorius
- Abrus pulchellus (Africa)
- Abrus sambiranensis (Madagascar)
- Abrus schimperi (Africa)
- Abrus somalensis( Somalia)
- Abrus wittei (Zair)

## Legături externe
- Materiale media legate de Abrus la Wikimedia Commons
- „Abrus” în Dicționar dendrofloricol la DEX online